# Cinclodes antarcticus
Cinclodes antarcticus là một loài chim trong họ Furnariidae.